# Bridgend (circonscription du Senedd)
Ne doit pas être confondue avec Bridgend, une circonscription parlementaire de la Chambre des communes.
Pour les articles homonymes, voir Bridgend (homonymie).
Bridgend est une circonscription du Senedd dite de comté utilisée dans le cadre d’un scrutin uninominal pour les élections générales du Parlement gallois. Créée en 1999 et redécoupée en 2007, elle appartient à la région électorale de South Wales West.
Sarah Murphy est la membre du Senedd représentant la circonscription depuis l’élection de 2021. Elle siège à la chambre dans le groupe du Labour.

## Histoire

### Création de la circonscription
Les circonscriptions de l’Assemblée (Assembly constituencies  en anglais) sont des divisions électorales du territoire du pays de Galles créées à compter du 1er décembre 1998 par le Government of Wales Act 1998 pour les élections de l’Assemblée nationale du pays de Galles et utilisées à partir du 6 mai 1999, jour du premier scrutin dévolu,.
Ainsi, la circonscription de Bridgend est pour la première fois employée à partir des élections de l’Assemblée de 1999 comme 39 autres circonscriptions. Ses limites se calquent sur celles de la circonscription parlementaire (parliamentary constituency en anglais) de Bridgend, qui est une circonscription dite de comté d’après le Parliamentary Constituencies Act 1986 (en),,.
La définition originelle de la circonscription est décrite dans le Parliamentary Constituencies (Wales) Order 1995, un décret en Conseil redistribuant les sièges gallois du Parlement du Royaume-Uni sur la base des zones de gouvernement local établies au 16 décembre 1994 et utilisé pour les élections générales de la Chambre des communes depuis 1997. À son sens, la circonscription de Bridgend englobe un territoire compris sur quatorze des sections électorales du borough de l’Ogwr,.

### Découpage de 2006
Un découpage des circonscriptions parlementaires et de l’Assemblée est opéré par le Parliamentary Constituencies and Assembly Electoral Regions (Wales) Order 2006 à partir des zones principales en usage au 31 janvier 2005. Ce décret en Conseil est mis en œuvre à partir des élections législatives galloises de 2007, et, à l’entrée en vigueur du Government of Wales Act 2006, il devient la base légale délimitant les circonscriptions et régions électorales de l’Assemblée,.
Le décret donne une nouvelle définition des limites de la circonscription de Bridgend désormais établie à partir d’une partie du borough de comté de Bridgend localisée sur dix-neuf de ses sections électorales. Ainsi, comme pour 9 autres circonscriptions, il modifie de façon « substantielle » les limites du territoire de la circonscription en faveur d’Ogmore et de Vale of Glamorgan,,.

## Description

### Toponymie
La seule dénomination officielle de la circonscription est celle de Bridgend County Constituency (littéralement en anglais, la « circonscription de comté de Bridgend ») d’après le Parliamentary Constituencies and Assembly Electoral Regions (Wales) Order 2006, plus simplement abrégée en Bridgend,.
Cependant, en gallois, elle est adaptée en Pen-y-bont ar Ogwr.

### Données démographiques
| Année                          | Population | Superficie (en km2) | Densité de population (en hab./km2) |
| ------------------------------ | ---------- | ------------------- | ----------------------------------- |
| 1991                           | 72 544     |                     |                                     |
| 2001                           | 77 922     | 140,05              | 556                                 |
| Redécoupage des limites (2007) |            |                     |                                     |
| 2011                           | 79 873     | 84,69               | 943                                 |

Le dernier recensement de la population en vigueur en Angleterre et au pays de Galles est celui opéré par l’Office for National Statistics en 2011.
Selon ce recensement, la circonscription de Bridgend admet une population résidentielle (usual residents en anglais) de 79 873 habitants, au dessus de la moyenne par circonscription évaluée à 76 586 habitants. Elle est ainsi la quinzième circonscription la plus peuplée des circonscriptions du Senedd derrière celle de Pontypridd (14e rang) et devant celle de Newport East (16e rang).
Du point de vue de la surface, avec ses 84,69 km2, elle est la septième circonscription la moins étendue. Aussi, sa densité de population de 943 hab/km2 s’établit au dessus de la moyenne du pays de Galles.

### Système électoral
Les élections générales du Parlement gallois sont un système parallèle associant un scrutin majoritaire et un scrutin proportionnel qualifié de système du membre additionnel (additional member system en anglais, abrégé en AMS).
L’élection d’un représentant de circonscription est conduite dans le cadre d’un scrutin uninominal majoritaire à un tour (first-past-the-post). Selon ce système électoral, le candidat élu est celui ayant reçu le plus grand nombre de voix au premier et seul tour du scrutin. Une majorité simple (et non absolue) est donc requise pour gagner l’élection dans la circonscription.
Simultanément à l’élection du représentant de circonscription se déroule une autre élection, celle-ci au scrutin de liste bloquée, dans laquelle sont désignés 4 représentants régionaux en fonction des résultats des partis politiques à l’échelle des circonscriptions d’une région électorale. Ainsi, le scrutin corrige proportionnellement la somme des sièges obtenus par les partis dans les circonscriptions en distribuant les sièges régionaux selon le rapport de voix par sièges d’après la méthode d’Hondt. Plus un parti politique obtient de circonscriptions dans une région électorale donnée, moins il se voit attribuer de sièges régionaux dans celle-ci et inversement, mois il en obtient, plus il a de sièges régionaux sous réserve d’atteindre un seuil.

### Région électorale
D’après l’European Parliamentary Constituencies (Wales) Order 1994, la circonscription de Bridgend est, avec celles d’Aberavon, de Gower, de Neath, d’Ogmore, de Swansea East et de Swansea West, l’une des composantes de la région électorale de South Wales West en 1999,,.
Bien que la composition des circonscriptions ne soit pas modifiée, les frontières de la région électorale sont sensiblement modifiées par le Parliamentary Constituencies and Assembly Electoral Regions (Wales) Order 2006 qui ajuste les limites entre Bridgend et Vale of Glamorgan, située dans le South Wales Central, à partir des élections générales de 2007,.

## Représentants

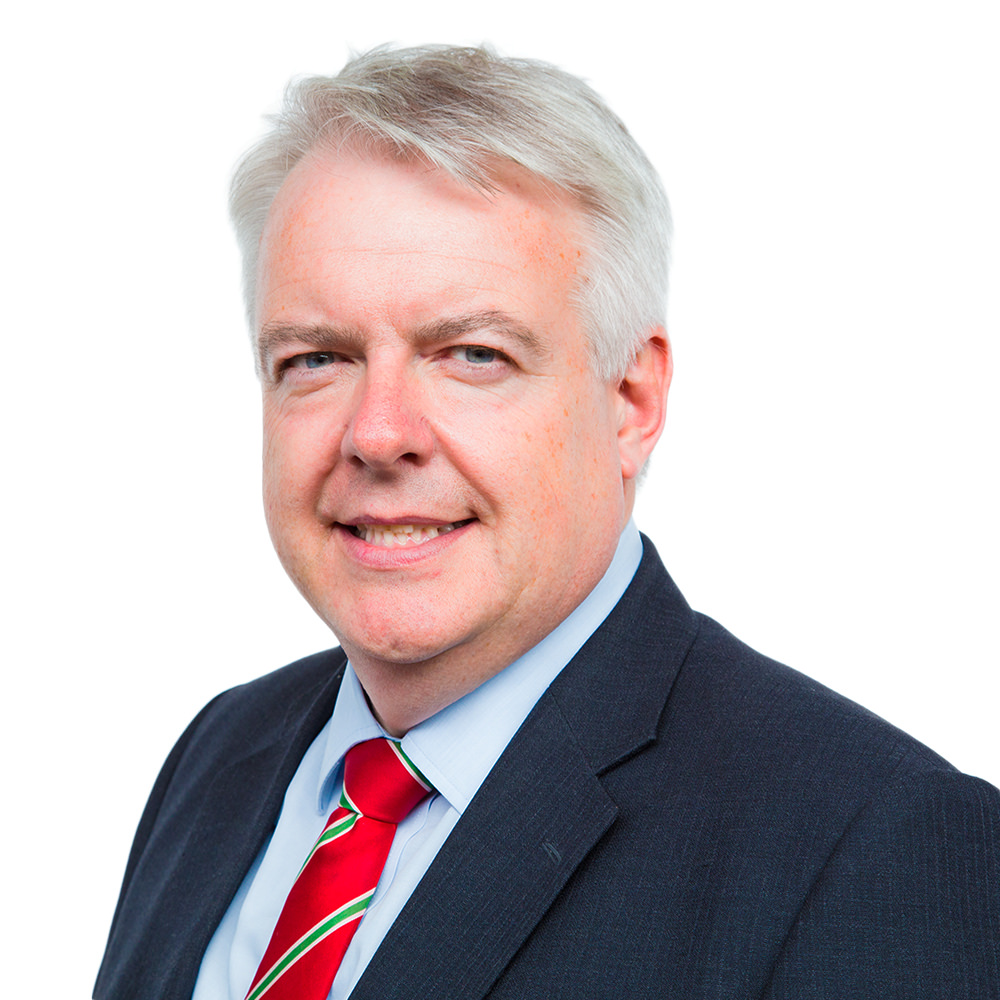
Carwyn Jones (1999-2021)

| Mandature                                     | Période              | Période              | Membre       | Groupe | Fonction |
| --------------------------------------------- | -------------------- | -------------------- | ------------ | ------ | --- |
| Ire                                           | 7 mai 1999           | 30 avril 2003        | Carwyn Jones | Labour | Vice-secrétaire à l’Agriculture, au Gouvernement local et à l’Environnement (2000) Secrétaire à l’Agriculture et au Développement rural (2000) Ministre des Affaires rurales (2000-2002) Ministre des Affaires d’assemblée et du Gouvernement ouvert (2002-2003) |
| IIe                                           | 2 mai 2003           | 2 mai 2007           | Carwyn Jones | Labour | Ministre de l’Environnement, de la Planification et de la Campagne (2003-2007) |
| Redécoupage des limites de la circonscription |                      |                      |              |        | |
| IIIe                                          | 4 mai 2007           | 31 mars 2011         | Carwyn Jones | Labour | Ministre de l’Éducation, de la Culture et de la Langue galloise (2007) Ministre des Affaires d’assemblée et de la Communication (2007-2009) Conseiller général et chef parlementaire (2007-2009) Premier ministre (2009-2011)                                    |
| IVe                                           | 6 mai 2011           | 5 avril 2016         | Carwyn Jones | Labour | Premier ministre (2011-2016) |
| Ve                                            | 6 mai 2016           | 29 avril 2021        | Carwyn Jones | Labour | Premier ministre (2016-2018) |
| VIe                                           | Depuis le 8 mai 2021 | Depuis le 8 mai 2021 | Sarah Murphy | Labour | |

- Carwyn Jones 
 (1999-2021)

## Résultats électoraux

### Évolution électorale

#### De 1999 à 2003
Le graphique qui aurait dû être présenté ici ne peut pas être affiché car il utilise l'ancienne extension Graph, désactivée pour des questions de sécurité. Des indications pour créer un nouveau graphique avec la nouvelle extension Chart sont disponibles ici.

#### Depuis 2007
Le graphique qui aurait dû être présenté ici ne peut pas être affiché car il utilise l'ancienne extension Graph, désactivée pour des questions de sécurité. Des indications pour créer un nouveau graphique avec la nouvelle extension Chart sont disponibles ici.

### Détails des élections

#### Élection de 1999
| Candidat                   | Candidat                                               | Étiquette                  | Parti                      | Vote   | Vote   | Vote |  |
| Candidat                   | Candidat                                               | Étiquette                  | Parti                      | Voix   | %      | ±    |  |
| -------------------------- | ------------------------------------------------------ | -------------------------- | -------------------------- | ------ | ------ | ---- |  |
|                            | Carwyn Jones                                           | LAB                        | Welsh Labour               | 9 321  | 37,24  | ND   |  |
|                            | Alun Cairns                                            | CON                        | Welsh Conservatives        | 5 063  | 20,23  | ND   |  |
|                            | Jeff Canning                                           | PC                         | Plaid Cymru                | 4 919  | 19,65  | ND   |  |
|                            | Rob Humphreys                                          | LD                         | Welsh Liberal Democrats    | 3 910  | 15,62  | ND   |  |
|                            | Allan Jones                                            | IND                        | Independent                | 1 819  | 7,27   | ND   |  |
|                            |                                                        |                            |                            |        |        |      |  |
| Majorité                   | Majorité                                               | Majorité                   | Majorité                   | 4 258  | 17,01  | ND   |  |
| Transfert de Butler        | Transfert de Butler                                    | Transfert de Butler        | Transfert de Butler        |        |        | ND   |  |
|                            |                                                        |                            |                            |        |        |      |  |
| Corps électoral            | Corps électoral                                        | Corps électoral            | Corps électoral            | 60 234 | 100,00 |      |  |
| Abstention, blancs et nuls | Abstention, blancs et nuls                             | Abstention, blancs et nuls | Abstention, blancs et nuls | 35 202 | 58,44  |      |  |
| Exprimés                   | Exprimés                                               | Exprimés                   | Exprimés                   | 25 032 | 41,56  | ND   |  |
|                            |                                                        |                            |                            |        |        |      |  |
|                            | Le Labour remporte le siège (nouvelle circonscription) |                            |                            |        |        |      |  |

#### Élection de 2003
| Candidat                   | Candidat                    | Étiquette                  | Parti                             | Vote   | Vote   | Vote  |  |
| Candidat                   | Candidat                    | Étiquette                  | Parti                             | Voix   | %      | ±     |  |
| -------------------------- | --------------------------- | -------------------------- | --------------------------------- | ------ | ------ | ----- |  |
|                            | Carwyn Jones                | LAB                        | Welsh Labour                      | 9 487  | 42,83  | 5,59  |  |
|                            | Alun Cairns                 | CON                        | Welsh Conservatives               | 7 066  | 31,90  | 11,67 |  |
|                            | Cheryl Green                | LD                         | Welsh Liberal Democrats           | 2 980  | 13,45  | 2,17  |  |
|                            | Keith Parry                 | PC                         | Plaid Cymru                       | 1 939  | 8,75   | 10,9  |  |
|                            | Timothy C. Jenkins          | UKIP                       | United Kingdom Independence Party | 677    | 3,06   | ND    |  |
|                            |                             |                            |                                   |        |        |       |  |
| Majorité                   | Majorité                    | Majorité                   | Majorité                          | 2 421  | 10,93  | 6,08  |  |
| Transfert de Butler        | Transfert de Butler         | Transfert de Butler        | Transfert de Butler               |        |        | 3,04  |  |
|                            |                             |                            |                                   |        |        |       |  |
| Corps électoral            | Corps électoral             | Corps électoral            | Corps électoral                   | 62 540 | 100,00 |       |  |
| Abstention, blancs et nuls | Abstention, blancs et nuls  | Abstention, blancs et nuls | Abstention, blancs et nuls        | 40 391 | 64,58  |       |  |
| Exprimés                   | Exprimés                    | Exprimés                   | Exprimés                          | 22 149 | 35,42  | 6,14  |  |
|                            |                             |                            |                                   |        |        |       |  |
|                            | Le Labour conserve le siège |                            |                                   |        |        |       |  |

#### Élection générale de 2007
| Candidat                   | Candidat                    | Étiquette                  | Parti                      | Vote   | Vote   | Vote |  |
| Candidat                   | Candidat                    | Étiquette                  | Parti                      | Voix   | %      | ±    |  |
| -------------------------- | --------------------------- | -------------------------- | -------------------------- | ------ | ------ | ---- |  |
|                            | Carwyn Jones                | LAB                        | Welsh Labour               | 9 889  | 40,28  | ND   |  |
|                            | Emma Greenow                | CON                        | Welsh Conservatives        | 7 333  | 29,87  | ND   |  |
|                            | Paul Warren                 | LD                         | Welsh Liberal Democrats    | 3 730  | 15,19  | ND   |  |
|                            | Nick Thomas                 | PC                         | Plaid Cymru                | 3 600  | 14,66  | ND   |  |
|                            |                             |                            |                            |        |        |      |  |
| Majorité                   | Majorité                    | Majorité                   | Majorité                   | 2 556  | 10,41  | ND   |  |
| Transfert de Butler        | Transfert de Butler         | Transfert de Butler        | Transfert de Butler        |        |        | ND   |  |
|                            |                             |                            |                            |        |        |      |  |
| Corps électoral            | Corps électoral             | Corps électoral            | Corps électoral            | 59 553 | 100,00 |      |  |
| Abstention, blancs et nuls | Abstention, blancs et nuls  | Abstention, blancs et nuls | Abstention, blancs et nuls | 35 001 | 58,77  |      |  |
| Exprimés                   | Exprimés                    | Exprimés                   | Exprimés                   | 24 552 | 41,23  | ND   |  |
|                            |                             |                            |                            |        |        |      |  |
|                            | Le Labour conserve le siège |                            |                            |        |        |      |  |

#### Élection générale de 2011
| Candidat            | Candidat                    | Étiquette           | Parti                   | Vote   | Vote   | Vote  |  |
| Candidat            | Candidat                    | Étiquette           | Parti                   | Voix   | %      | ±     |  |
| ------------------- | --------------------------- | ------------------- | ----------------------- | ------ | ------ | ----- |  |
|                     | Carwyn Jones                | LAB                 | Welsh Labour            | 13 499 | 56,16  | 15,88 |  |
|                     | Alex Williams               | CON                 | Welsh Conservatives     | 6 724  | 27,98  | 1,89  |  |
|                     | Tim Thomas                  | PC                  | Plaid Cymru             | 2 076  | 8,64   | 6,02  |  |
|                     | Briony Jane Davies          | LD                  | Welsh Liberal Democrats | 1 736  | 7,22   | 7,97  |  |
|                     |                             |                     |                         |        |        |       |  |
| Majorité            | Majorité                    | Majorité            | Majorité                | 6 775  | 9,73   | 17,78 |  |
| Transfert de Butler | Transfert de Butler         | Transfert de Butler | Transfert de Butler     |        |        | 8,89  |  |
|                     |                             |                     |                         |        |        |       |  |
| Corps électoral     | Corps électoral             | Corps électoral     | Corps électoral         | 59 104 | 100,00 |       |  |
| Abstention          | Abstention                  | Abstention          | Abstention              | 35 069 | 59,33  |       |  |
| Participation       | Participation               | Participation       | Participation           | 24 223 | 40,98  |       |  |
| Exprimés            | Exprimés                    | Exprimés            | Exprimés                | 24 035 | 40,67  | 0,56  |  |
| Blancs et nuls      | Blancs et nuls              | Blancs et nuls      | Blancs et nuls          | 188    | 0,78   |       |  |
|                     |                             |                     |                         |        |        |       |  |
|                     | Le Labour conserve le siège |                     |                         |        |        |       |  |

#### Élection générale de 2016
| Candidat                   | Candidat                      | Étiquette                  | Parti                             | Vote   | Vote   | Vote  |  |
| Candidat                   | Candidat                      | Étiquette                  | Parti                             | Voix   | %      | ±     |  |
| -------------------------- | ----------------------------- | -------------------------- | --------------------------------- | ------ | ------ | ----- |  |
|                            | Carwyn Jones                  | LAB                        | Welsh Labour                      | 12 166 | 45,31  | 10,85 |  |
|                            | George Jabbour                | CON                        | Welsh Conservatives               | 6 543  | 24,37  | 3,61  |  |
|                            | Caroline Jones                | UKIP                       | United Kingdom Independence Party | 3 919  | 14,60  | ND    |  |
|                            | James Radcliffe               | PC                         | Plaid Cymru                       | 2 569  | 9,57   | 0,93  |  |
|                            | Jonathan Pratt                | LD                         | Welsh Liberal Democrats           | 1 087  | 4,05   | 3,17  |  |
|                            | Charlie Barlow                | WGP                        | Wales Green Party                 | 567    | 2,11   | ND    |  |
|                            |                               |                            |                                   |        |        |       |  |
| Majorité                   | Majorité                      | Majorité                   | Majorité                          | 5 623  | 20,94  | 11,21 |  |
| Transfert de Butler        | Transfert de Butler           | Transfert de Butler        | Transfert de Butler               |        |        | 3,62  |  |
|                            |                               |                            |                                   |        |        |       |  |
| Corps électoral            | Corps électoral               | Corps électoral            | Corps électoral                   | 60 195 | 100,00 |       |  |
| Abstention, blancs et nuls | Abstention, blancs et nuls    | Abstention, blancs et nuls | Abstention, blancs et nuls        | 33 344 | 55,39  |       |  |
| Exprimés                   | Exprimés                      | Exprimés                   | Exprimés                          | 26 851 | 44,61  | 3,94  |  |
|                            |                               |                            |                                   |        |        |       |  |
|                            | Le Labour conservent le siège |                            |                                   |        |        |       |  |